# بلاک ام‌بی.۸۱
بلاک ام‌بی. ۸۱ (به انگلیسی: Bloch_MB.81) یک هواگرد ملخ‌پیشین تک‌موتوره از نوع آمبولانس هوایی ساخت شرکت Bloch است. هواگرد بلاک ام‌بی. ۸۱ نخستین پروازش را در Mid-1932 میلادی انجام داد. این هواگرد در سال ۱۹۳۵ میلادی رسماً معرفی گردید. در مجموع، تعداد ۲۱ فروند از این هواگرد ساخته شده‌است.
طراح این هواگرد، مارسل داسو بود.